# Tuvalu
Tuvalu (abans illes Ellice) és un estat insular de la Polinèsia, situat per sota l'equador, al sud de Kiribati, al nord de Fiji i Wallis i Futuna i a l'est de Salomó.
Després del Vaticà és l'estat menys poblat del món, si bé la seva petita superfície fa que tingui un gran densitat de població. És conegut entre d'altres pel seu atractiu domini d'internet .tv, per la cessió de l'ús del qual va rebre 50 milions de dòlars entre 2000 i 2012.

## Història
Els primers europeus a descobrir aquestes illes van ser els espanyols. El 1568 Álvaro de Mendaña va descobrir l'illa de Jesús, avui Nui. En el segon viatge, el 1595, va descobrir La Solitaria, avui Niulakita. Més tard, el 1780, Francisco Mourelle descobreix San Agustín, avui Nanumea, i Cocal, avui Nanumaga.
No s'hi va establir cap colonització, però van ser visitades amb freqüència per comerciants d'esclaus i per baleners.
El 1819 reben el nom de l'anglès Ellice i, el 1892, passen a formar part del protectorat britànic de les illes Gilbert i Ellice, convertit en colònia des del 1916. Els conflictes entre els micronesis de les illes Gilbert (després Kiribati) i els polinesis de les Ellice (després Tuvalu) van provocar la separació de la colònia en dues l'any 1976. És independent i membre del Commonwealth des del 1978.

## Política
Oficialment la capital és Funafuti, l'atol més poblat. La seu administrativa del govern i del parlament és a Vaiaku, una vila de 4.900 habitants situada a l'illa Fongafale, la més gran de l'atol de Funafuti.

### Democràcia parlamentària
La constitució de Tuvalu estableix que és «la llei suprema de Tuvalu» i que «totes les altres lleis s'interpretaran i aplicaran amb subjecció a aquesta Constitució»; estableix els principis de la Carta de Drets i la protecció dels drets i llibertats fonamentals.
Tuvalu és una democràcia parlamentària i un reialme de la Commonwealth amb Carles III del Regne Unit com a rei de Tuvalu. Atès que el Rei resideix al Regne Unit, està representat a Tuvalu per un governador general, al qual nomena per consell del primer ministre de Tuvalu. Es van celebrar dos referèndums constitucionals (el 1986 i 2008) que van confirmar la monarquia.
Des de la creació de la colònia britànica de Tuvalu el 1974 fins a la independència, l'òrgan legislatiu de Tuvalu es deia House of the Assembly or Fale I Fono. Després de la independència, a l'octubre de 1978, la Cambra de l'Assemblea va passar a dir-se parlament de Tuvalu o Palamene o Tuvalu. El lloc en el qual es reuneix el Parlament es diu Vaiaku maneapa. La maneapa de cada illa és un lloc de reunió obert on els caps i ancians deliberen i prenen decisions.
El parlament unicameral té 15 diputats, i les eleccions se celebren cada quatre anys. Els diputats elegeixen al primer ministre (que és el cap de govern) i al president del Parlament. Els ministres que formen el Gabinet són nomenats pel governador general a proposta del primer ministre. No hi ha partits polítics formals; les campanyes electorals es basen en gran manera en els vincles personals i familiars i en la reputació.

### Drets humans
Tuvalu és un estat que forma part dels següents tractats de drets humans:
- Convenció sobre els drets de l'infant
- Convenció sobre l'eliminació de totes les formes de discriminació contra la dona
- Convenció internacional sobre els drets de les persones amb discapacitat.

Tuvalu s'ha compromès a garantir el respecte dels drets humans en el marc de l'Examen Periòdic Universal (EPU), els Objectius de Desenvolupament Sostenible (ODS) i el Te Kakeega III – National Strategy for Sustainable Development-2016-2020 (TK III), que estableix l'agenda de desenvolupament del Govern de Tuvalu. La TK III inclou noves àrees estratègiques, a més de les vuit identificades en la TK II, que són el canvi climàtic; el medi ambient; la migració i la urbanització; i els oceans i les mars.

### Drets LGBT
Les persones lesbianes, gais, bisexuals i transsexuals (LGBT) de Tuvalu s'enfronten a reptes que no tenen les persones que no són LGBT. L'homosexualitat masculina és il·legal a Tuvalu. Els articles 153, 154 i 155 del Codi Penal prohibeixen les relacions homosexuals masculines amb una pena de fins a 14 anys de presó, però la llei no s'està aplicant. La discriminació laboral per motius d'orientació sexual està prohibida des de 2017.
Tuvalu alberga una població transsexual tradicional, anomenada pinapinaaine, que històricament ha exercit uns certs rols socials i comunals.
En 2011, Tuvalu va signar en les Nacions Unides la «declaració conjunta per a posar fi als actes de violència i a les violacions dels drets humans connexes basades en l'orientació sexual i la identitat de gènere», condemnant la violència i la discriminació contra les persones LGBT.

### Relacions internacionals

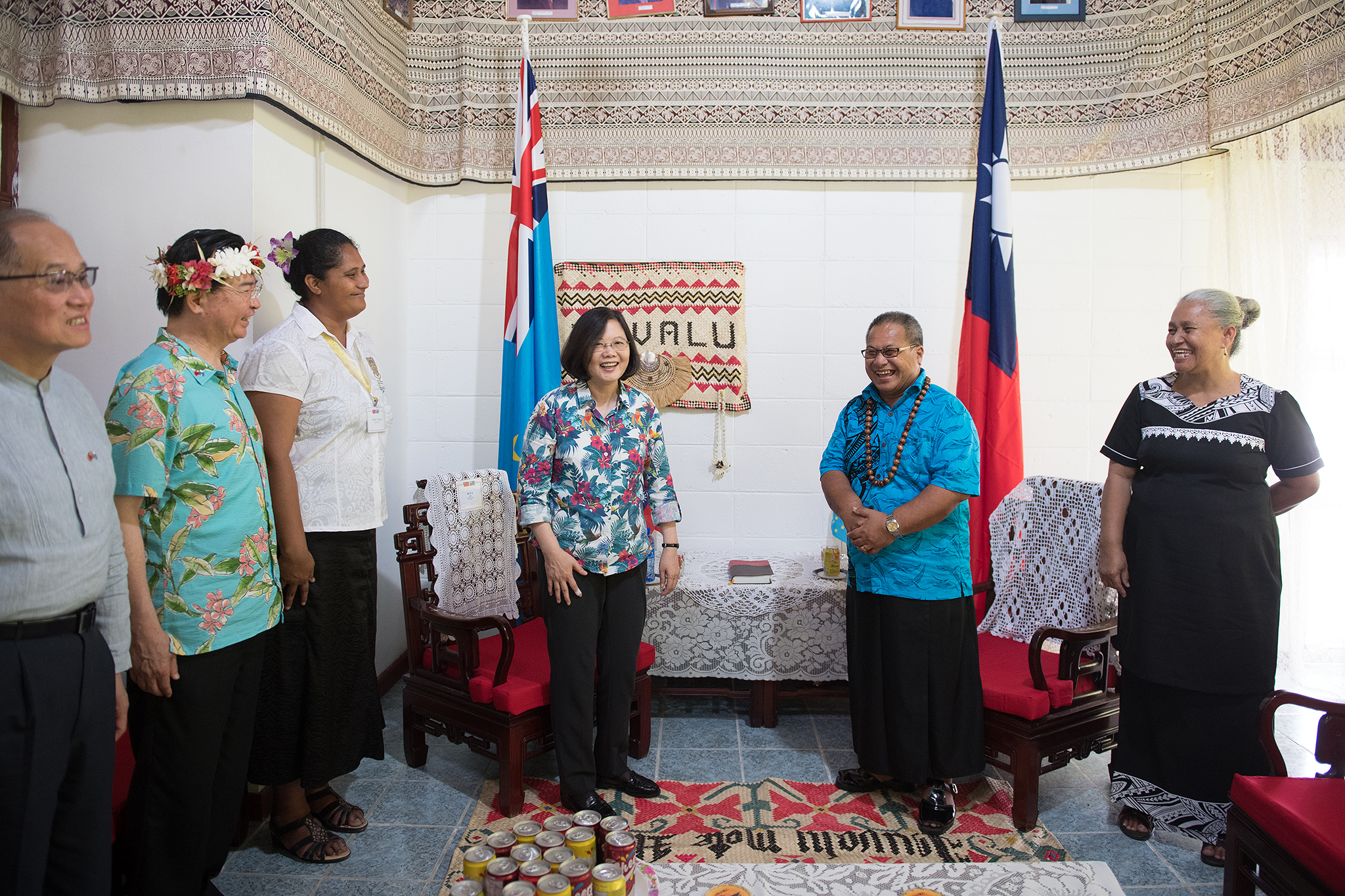
La presidenta de la República de la Xina (Taiwan), Tsai Ing-wen, visita al governador general de Tuvalu, Iakoba Italeli, al novembre de 2017

Tuvalu participa en la Comunitat del Pacífic (SPC) i és membre del Fòrum de les Illes del Pacífic, la Commonwealth de Nacions i les Nacions Unides. Manté una missió en les Nacions Unides a Nova York des de l'any 2000. És membre del Banc Mundial i del Banc Asiàtic de Desenvolupament.
Tuvalu manté estretes relacions amb Fiji, Nova Zelanda, Austràlia (que manté una alta comissió a Tuvalu des de 2018), el Japó, Corea del Sud, Taiwan, els Estats Units, el Regne Unit i la Unió Europea. La capital de Tuvalu, Funafuti, alberga les dues úniques ambaixades estrangeres al país; República de la Xina (Taiwan), que té un ampli programa d'assistència a les illes, i Austràlia (des de 2018). A més, també alberga un consolat honorari de França.
Una de les principals prioritats internacionals de Tuvalu en l'ONU, en la Cimera de la Terra de 2002 a Johannesburg (Sud-àfrica) i en altres fòrums internacionals, és promoure la preocupació per l'escalfament global i la possible pujada del nivell de la mar. Tuvalu advoca per la ratificació i aplicació del Protocol de Kyoto. Al desembre de 2009, les illes van paralitzar les converses sobre el canvi climàtic en la Conferència de les Nacions Unides sobre el Canvi Climàtic celebrada a Copenhaguen, per temor al fet que altres països en desenvolupament no es comprometessin plenament amb acords vinculants de reducció de les emissions de diòxid de carboni. El seu negociador principal va declarar: «Tuvalu és un dels països més vulnerables del món al canvi climàtic i el nostre futur depèn del resultat d'aquesta reunió».
Tuvalu participa en l'Aliança de Petits Estats Insulars (Alliance of Small Island States, AOSIS), que és una coalició de petits països insulars i costaners de baixa altitud preocupats per la seva vulnerabilitat als efectes adversos del canvi climàtic global. En virtut de la Declaració de Majuro, signada el 5 de setembre de 2013, Tuvalu s'ha compromès a implantar la generació d'energia renovable 100% (entre 2013 i 2020), que es proposa dur a terme mitjançant energia solar fotovoltaica (95% de la demanda) i biodièsel (5% de la demanda). S'estudiarà la viabilitat de la generació d'energia eòlica. Tuvalu participa en les operacions de la South Pacific Applied Geoscience Commission (SOPAC) i de Pacific Regional Environment Programme (SPREP).
Tuvalu és part d'un tractat d'amistat amb els Estats Units, signat poc després de la independència i ratificat pel Senat estatunidenc en 1983, en virtut del qual els Estats Units va renunciar a les reclamacions territorials anteriors sobre quatre illes de Tuvalu (Funafuti, Nukufetau, Nukulaelae i Niulakita) en virtut de Guano Islands Act de 1856.
El govern de Tuvalu, el dels Estats Units i els d'altres illes del Pacífic són parts del South Pacific Tuna Treaty (SPTT), que va entrar en vigor en 1988. Tuvalu també és membre de l'acord de Nauru, que aborda la gestió de la pesca de la tonyina amb xarxes de cèrcol en el Pacífic occidental tropical. Els Estats Units i els països de les illes del Pacífic han negociat el Tractat Multilateral de Pesca (que engloba el l'anterior tractat) per a confirmar l'accés dels tonyinaires estatunidencs a les pesqueres del Pacífic Occidental i Central. Tuvalu i els altres membres de l'Agència de Pesca del Fòrum de les Illes del Pacífic (Pacific Island Forum Fisheries Agency, FFA) i els Estats Units han establert un acord de pesca de tonyina per a 2015; es negociarà un acord a més llarg termini. El tractat és una ampliació de l'acord de Nauru i preveu que els vaixells de cèrcol de bandera estatunidenca puguin pescar 8.300 dies a la regió a canvi d'un pagament de 90 milions de dòlars, procedents de la indústria pesquera de la tonyina i de les contribucions del govern estatunidenc. En 2015, Tuvalu es va negar a vendre dies de pesca a unes certes nacions i flotes que han bloquejat les iniciatives de Tuvalu per a desenvolupar i sostenir la seva pròpia pesquera. En 2016, el ministre de Recursos Naturals va recordar l'article 30 de la Convenció de la WCPF, que descriu l'obligació col·lectiva dels membres de considerar la càrrega desproporcionada que les mesures de gestió podrien suposar per als petits estats insulars en desenvolupament, ja que considera que els països desenvolupats eludeixen les seves responsabilitats.
Al juliol de 2013, Tuvalu va signar el memoràndum d'entesa per a establir el Mecanisme Regional de Comerç i Desenvolupament del Pacífic, que es va originar en 2006, en el context de les negociacions per a un acord d'associació econòmica entre els Estats ACP del Pacífic i la Unió Europea. El motiu de la creació del mecanisme és millorar el subministrament d'ajuda als països insulars del Pacífic en suport dels requisits de l'eficàcia de l'ajuda. Els Estats ACP del Pacífic són els països del Pacífic signataris de l'Acord de Cotonú amb la Unió Europea. El 31 de maig de 2017 es va celebrar en Funafuti el primer diàleg polític d'alt nivell millorat entre Tuvalu i la Unió Europea en el marc de l'Acord de Cotonú.
El 18 de febrer de 2016, Tuvalu va signar la Carta del Fòrum de Desenvolupament de les Illes del Pacífic (Pacific Islands Development Forum Charter) i es va unir formalment al Fòrum de Desenvolupament de les Illes del Pacífic (Pacific Islands Development Forum, FIDP). El juny de 2017, Tuvalu va signar el Pacific Agreement on Closer Economic Relations (PASTURAR).

### Defensa i interior
Tuvalu no té forces militars regulars i no gasta diners en l'exèrcit. La seva força policial nacional, la Força Policial de Tuvalu, amb seu a Funafuti, inclou una unitat de vigilància marítima, duanes, presons i immigració. Els agents de policia porten uniformes d'estil britànic.
De 1994 a 2019, Tuvalu va vigilar la seva zona econòmica exclusiva de 200 quilòmetres amb un patruller proporcionat per Austràlia. Austràlia ho havia lliurat a Tuvalu i a altres 11 socis del Fòrum del Pacífic, per al seu ús en la vigilància marítima i el patrullatge pesquer i per a missions de recerca i rescat. El 7 d'abril de 2019, Austràlia els va donar un altre patruller, que serà operat per la unitat de vigilància marítima de la Policia de Tuvalu.
La delinqüència a Tuvalu no és un problema social important a causa d'un sistema de justícia penal eficaç, també per la influència de la Falekaupule (l'assemblea tradicional d'ancians de cada illa) i el paper central de les institucions religioses en la comunitat tuvaliana.

## Geografia
Consisteix en un arxipèlag que comprèn nou atols, encara que el nom Tuvalu vol dir literalment vuit illes. Són:
- Funafuti, la principal de l'arxipèlag, abans illa Ellice.
- Nanumea (San Agustín)
- Nanumaga (Cocal)
- Niutao, abans illa Loper.
- Nui (Isla de Jesús)
- Niulakita (La Solitaria), abans illa Independence.
- Nukufetau, abans illa De Peyster.
- Nukulaelae, abans illa Mitchell.
- Vaitupu.

La seva baixa alçada (5 metres n'és la cota màxima) fa que les illes estiguin sota l'amenaça que una pujada del nivell del mar les faci desaparèixer. La població podria ser evacuada durant les properes dècades cap a Nova Zelanda o Niue (independent, si bé associada amb Nova Zelanda, que no corre el mateix perill de desaparició però perd població).

## Societat

### Demografia

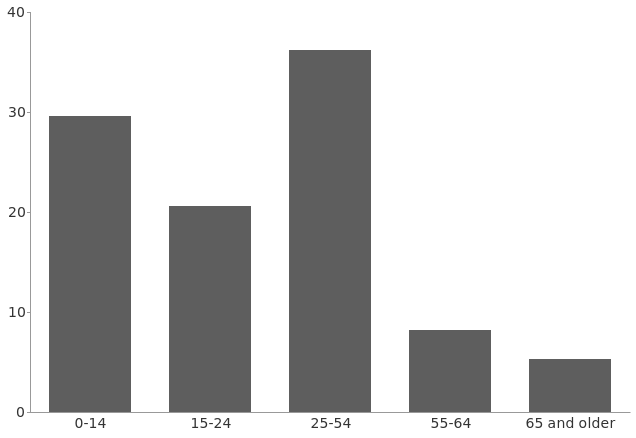
Distribució de la població de Tuvalu per grups d'edat (2014)

La població en el cens de 2002 era de 9.561 habitants, i la població en el cens de 2017 era de 10.645 habitants. L'estimació més recent de 2020 situa la població en 11.342. La població de Tuvalu és principalment d'ètnia polinèsia, amb aproximadament un 5,6% de la població de micronèsia que parla gilbertès, especialment a Nui.
L'esperança de vida de les dones a Tuvalu és de 70,2 anys i de 65,6 anys per als homes (est. 2018). La taxa de creixement de la població del país és del 0,86% (est. 2018). La taxa neta de migració s'estima en -6,6 migrant(s)/1.000 habitants (est. 2018). L'amenaça de l'escalfament global a Tuvalu no és encara el principal causa per a la migració, ja que els tuvalians semblen preferir continuar vivint a les illes per raons d'estil de vida, cultura i identitat.
Entre 1947 i 1983, varis tuvalians de Vaitupu van emigrar a Kioa, una illa de Fiji. Els colons de Tuvalu van obtenir la ciutadania fijiana en 2005. En els últims anys, Nova Zelanda i Austràlia han estat els principals destins per a la migració o el treball de temporada.
En 2014, es va cridar l'atenció sobre un recurs presentat davant el Tribunal d'Immigració i Protecció de Nova Zelanda contra la deportació d'una família de Tuvalu al·legant que eren «refugiats del canvi climàtic», que sofririen les dificultats derivades de la degradació mediambiental de Tuvalu. No obstant això, la posterior concessió de permisos de residència a la família es va fer per motius no relacionats amb la sol·licitud com refugiat. La família va tenir èxit en la seva apel·lació perquè, segons la legislació d'immigració pertinent, hi havia «circumstàncies excepcionals de caràcter humanitari» que justificaven la concessió de permisos de residència, ja que la família estava integrada en la societat neozelandesa amb una família extensa considerable que s'havia traslladat efectivament a Nova Zelanda. De fet, en 2013, el Tribunal Superior de Nova Zelanda va determinar que la reclamació d'un kiribatià de ser un «refugiat del canvi climàtic» en virtut de la convenció relativa a l'estatut dels refugiats (1951) era insostenible, ja que no hi havia persecució ni danys greus relacionats amb cap dels cinc motius estipulats en la convenció. La migració permanent a Austràlia i Nova Zelanda, per exemple per a la reagrupació familiar, requereix el compliment de la legislació d'immigració d'aquests països.
Nova Zelanda té una quota anual de 75 tuvalians als quals se'ls concedeixen permisos laborals en el marc de la Pacific Access Category (PAC), com es va anunciar en 2001. Els sol·licitants s'inscriuen en les paperetes de la PAC; el criteri principal és que el sol·licitant principal ha de tenir una oferta de treball d'una empresa neozelandesa. Els tuvalians també tenen accés a l'ocupació estacional en les indústries de l'horticultura i la viticultura a Nova Zelanda en virtut de la Política de Treball de Recognised Seasonal Employer introduïda en 2007, que permet l'ús de fins a 5.000 treballadors de Tuvalu i altres illes del Pacífic. Els tuvalians poden participar en el programa australià Pacific Seasonal Worker Program, que permet als illencs del Pacífic obtenir una ocupació estacional en la indústria agrícola australiana, en particular, en les explotacions de cotó i canya de sucre; en la indústria pesquera, en particular en l'aqüicultura; i amb els proveïdors d'allotjament en la indústria del turisme.

### Llengües
El tuvalià i l'anglès són les llengües nacionals de Tuvalu. El tuvalià pertany al grup de llengües polinèsies, concretament a les llengües elliceanes, emparentat amb totes les altres llengües polinèsies, com l'hawaià, el maori, el tahitià, el rapanui, el samoà i el tongalès. Està més estretament relacionat amb les llengües parlades en els extrems polinesis de Micronèsia i el nord i centre de Melanèsia. L'idioma tuvalià ha manllevat del samoà, a conseqüència que els missioners cristians de finals del segle xix i principis del xx eren predominantment samoans.
L'idioma tuvalià el parlen pràcticament tots, mentre que en Nui es parla una llengua molt semblant al gilbertès. L'anglès també és una llengua oficial, però no es parla diàriament. El parlament i les funcions oficials es duen a terme en llengua tuvaluana.
Hi ha uns 13.000 tuvalians a la diàspora que encara el parlen. Radio Tuvalu emet programes en tuvalià.

### Religió
L'Església Cristiana Congregacional de Tuvalu, de tradició calvinista, és l'església estatal de Tuvalu; encara que en la pràctica això només li dona «el privilegi de realitzar serveis especials en els principals esdeveniments nacionals». Segons el cens de 2012, els seus fidels representen al voltant del 97% dels 10.837 habitants de l'arxipèlag. La constitució de Tuvalu garanteix la llibertat de culte, incloent la llibertat de practicar, la llibertat de canviar de religió, el dret a no rebre instrucció religiosa a l'escola o a assistir a cerimònies religioses a l'escola, i el dret a «no prestar un jurament o fer una afirmació que sigui contrària a la seva religió o creença».
Altres grups cristians són la comunitat catòlica atesa per la missió sui iuris de Funafuti, i l'Església Adventista del Setè Dia, que compta amb el 2,8% de la població. Segons les seves pròpies estimacions, l'Església dels Germans de Tuvalu (en anglès, Tuvalu Brethren Church) compta amb uns 500 membres que representa el 4,5% de la població.
La fe bahà'í és la major religió minoritària i la major religió no cristiana de Tuvalu. En forma part el 2% de la població. Els bahà'ís són majoritaris a l'illa Nanumea. La comunitat musulmana ahmadia compta amb uns 50 membres, que representa el 0,4% de la població.
La introducció del cristianisme va acabar amb el culte als esperits ancestrals i altres deïtats (animisme), juntament amb el poder dels vaka-atua (els sacerdots de les antigues religions). Laumua Kofe descriu que els objectes de culte varien d'una illa a una altra, encara que el culte als avantpassats va ser descrit pel reverend D.J. Whitmee en 1870 com una pràctica comuna.

### Salut
El Princess Margaret Hospital és l'únic hospital del país i el principal proveïdor de serveis mèdics.
Des de finals del segle xx, el major problema sanitari de Tuvalu, i la principal causa de mort, són les malalties cardíaques, seguides de prop per la diabetis i la hipertensió. En 2016, la majoria de les morts es van deure principalment a malalties cardíaques, i la diabetis mellitus, mentre que la hipertensió, l'obesitat i les malalties cerebrovasculars van ser les altres causes de mort.

### Educació

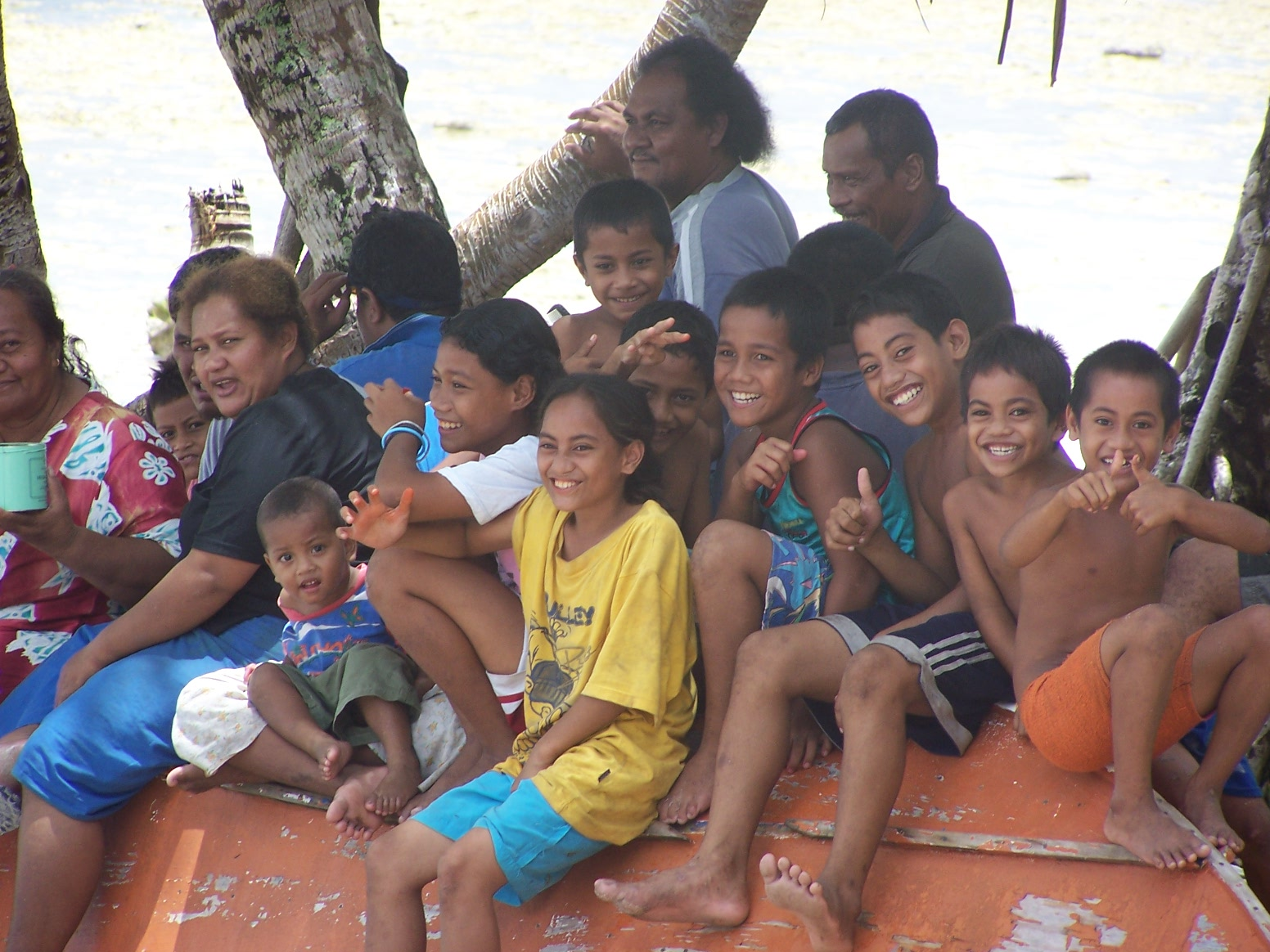
Nens a Niutao

L'educació a Tuvalu és gratuïta i obligatòria entre els 6 i els 15 anys. Cada illa té una escola primària. L'escola secundària de Motufoua es troba a Vaitupu. Els alumnes s'allotgen a l'escola durant el curs escolar i tornen a les seves illes d'origen en les vacances escolars. L'escola secundària de Fetuvalu, una escola diürna gestionada per l'església de Tuvalu, està a Funafuti.
Fetuvalu ofereix el programa d'estudis de Cambridge (IGCSE). Motufoua ofereix el Fiji Junior Certificate (FJC) en el desè any, el Tuvaluan Certificate en l'onzè any i el Pacific Senior Secondary Certificate (PSSC) en el dotzè any, que estableix el tribunal examinadora de Fiji. Els alumnes de sisè curs que aproven el PSSC passen al Augmented Foundation Programme, finançat pel govern de Tuvalu. Aquest programa és necessari per als programes d'educació terciària a l'estranger i està disponible en la Universitat del Pacífic Sud (USP) a Funafuti.
En 2001, l'assistència obligatòria a l'escola és de 10 anys per als homes i d'11 anys per a les dones. En 2002, la taxa d'alfabetització d'adults ja era del 99,0%. En 2010, hi havia 1.918 alumnes als quals feien classe 109 professors (98 certificats i 11 no certificats). La relació professor-alumne a les escoles primàries de Tuvalu és d'aproximadament 1.18 per a totes les escoles, amb l'excepció de l'escola Nauti, que té una relació d'1.27. L'escola Nauti de Funafuti és la major escola primària de Tuvalu, amb més de 900 alumnes (el 45% del total de la matrícula de primària). La proporció d'alumnes per professor a Tuvalu és baixa en comparació amb tota la regió del Pacífic, que tenia una proporció d'1.29.
S'han creat Centres de Formació Comunitària (Community Training Centres, CTC) dins de les escoles primàries de cada atol. Ofereixen formació professional als alumnes que no passen de la vuitena classe per no haver superat els requisits d'accés a l'ensenyament secundari. Els CTC ofereixen formació en fusteria bàsica, jardineria i agricultura, costura i cuina. Al final dels seus estudis, els graduats poden sol·licitar la continuació dels mateixos a l'Escola Secundària de Motufoua o en l'Institut de Formació Marítima de Tuvalu (TMTI). Els adults també poden assistir a cursos en els CTC.
Quatre centres d'ensenyament superior ofereixen cursos tècnics i professionals: El Tuvalu Maritime Training Institute (TMTI), el Tuvalu Atoll Science Technology Training Institute (TASTII), la Australian Pacific Training Coalition (APTC) i la Universitat del Pacífic Sud (USP).
L'Ordenança d'Ocupació de Tuvalu de 1966 (Tuvaluan Employment Ordinance of 1966) fixa la majoria d'edat per poder treballar als 14 anys i prohibeix als menors de 15 anys fer feines perilloses.

## Economia
L'economia de Tuvalu està complicada per la seva ubicació remota i la seva manca d'economies d'escala. Els ingressos recaptats pel govern provenen en gran part de la venda fortuïta del seu domini de nivell superior .tv (8,3% dels seus ingressos); vendes de segells postals i monedes; llicències de pesca (principalment pagats sota el Tractat de la tonyina de Pacífic Sud); subvencions directes de donants internacionals (donants de governs així com del Banc Asiàtic de Desenvolupament); i ingressos del Tuvalu Trust Fund (en català Fons fiduciari de Tuvalu), establert en 1987 pel Regne Unit, Austràlia, Nova Zelanda).